# دیوید سگال (ورزشکار)
دیوید سگال (انگلیسی: David Segal؛ زادهٔ ۲۰ مارس ۱۹۳۷) ورزشکار دو و میدانی اهل بریتانیا است.